# Анхель Родадо
Анхель Родадо Хареньо (ісп. Ángel Rodado Jareño, нар. 7 березня 1997, Пальма, Іспанія) — іспанський футболіст, нападник польської «Вісли» (Краків).

## Ігрова кар'єра

### Клубна
Анхель Родадо є випускником футбольної академії іспанського клубу «Мальорка». У лютому 2016 року нападник дебютував у другій команді «Мальорки» в турнірі Терсера Дивізіон.
В серпні 2018 року Родадо приєднався до клубу Третього дивізіону «Ібіса» і своєю результативною грою допоміг команді піднятися до Другого дивізіону. В серпні 2021 року Родадо на правах річної оренди перейшов до «Барселони» і протягом сезону 2021/22 грав за дублюючий склад «Барселона Б».
Після завршення терміну оренди Родадо повернувся до «Ібіси» і в серпні 2022 року перейшов до польської «Вісли» з Кракова, з якою підписав контракт на три роки. 2 травня 2024 року Родадо забив переможний гол у ворота «Погоні» в фінальному матчі Кубка Польщі, та відзначившись чотирма голами у турнірі, став кращим бомбардиром тогорічного розіграшу Кубку. Також Родадо став кращим бомбардиром Першої ліги в сезоні 2023/24, забивши 21 гол.
В липні 2024 року нападник продовжив контракт з «Віслою» до червня 2027 року.

## Титули
Вісла
 Переможець Кубка Польщі: 2023/24
Індивідуальні
- Кращий бомбардир Першої ліги: 2023/24[6]
- Кращий бомбардир Кубку Польщі: 2023/24[7]
- Кращий гравець сезону в Першій лізі: 2023/24[8]
- Гравець місяця в Першій лізі: липень, серпнень 2024[9]